# Burkhard Meier (Verleger)
Paul Jonas Burkhard Meier (* 10. Dezember 1885 in Braunschweig; † 17. Februar 1946 in Marburg) war ein deutscher Kunsthistoriker und Verleger.

## Leben
Burkhard Meier war der Sohn des Direktors des Herzoglichen Museums in Braunschweig Paul Jonas Meier (1857–1946). Er besuchte das Wilhelm-Gymnasium in Braunschweig und studierte nach dem Abitur 1904 Kunstgeschichte in Bonn, Straßburg (bei Georg Dehio), Berlin und Halle. 1911 wurde er bei Adolph Goldschmidt in Halle promoviert. 1911 wurde er Volontär am Kaiser-Friedrich-Museum in Berlin, 1912–1913 Assistent am Westfälischen Landesmuseum in Münster bei Max Geisberg. 1914 war er als Assistent beim Provinzialkonservator der Rheinlande tätig. Von 1914 bis 1920 nahm er am Ersten Weltkrieg teil und war in Gefangenschaft. 1920 wurde er kommissarisch für ein Jahr als Nachfolger von Max Sauerlandt Direktor des Städtischen Museums für Kunst und Kunstgewerbe in Halle. 1921 heiratete er Erika Baensch, aus dieser Ehe ging der Sohn Michael (1925–2015) hervor.
Im Jahr 1921 wurde er auf Empfehlung von Ernst Gall mit Gerhard Lüdtke (1875–1944) Geschäftsführer des neu gegründeten Deutschen Kunstverlags in Berlin. Meier heiratete 1936 in zweiter Ehe Ellen (1900–1992), die jüngere Tochter des Verlegers Walter de Gruyter. 1938 wurde er neben seinem Schwager Herbert Cram persönlich haftender Gesellschafter des Verlags Walter de Gruyter, sein Schwager Mitgeschäftsführer des Deutschen Kunstverlags. Es kam jedoch zu innerfamiliären Auseinandersetzungen mit seinem Schwager, der Verlag de Gruyter trennte sich vom Deutschen Kunstverlag und zum 1. September 1939 wurde Meier mit seiner Ehefrau dessen Eigentümer und Geschäftsführer. Am Ende des Zweiten Weltkrieges gingen die gesamten Bestände des Verlages unter. Meier erhielt am 3. Oktober 1945 eine amerikanische Verlagslizenz, starb jedoch kurz darauf.
Nach seinem Tod wurde der Verlag in eine GmbH mit Hauptsitz in München und Filiale in Berlin umgewandelt, welche zunächst von seiner Ehefrau zusammen mit Ernst Hermann (1898–1984), danach ab 1961 von seinem Sohn Michael Meier weitergeführt wurde.

## Veröffentlichungen
- Die romanischen Portale zwischen Weser und Elbe (= Zeitschrift für Architektur Beiheft 6). Winter, Heidelberg 1911.
  - Teildruck als Dissertation: Die romanischen Portale in Sachsen. Halle 1911 (mit Lebenslauf); Textarchiv – Internet Archive
- Führer durch das Landesmuseum der Provinz Westfalen. Regensberg, Münster 1913 (Digitalisat).
- Das Landesmuseum der Provinz Westfalen in Münster. Band 1: Die Skulpturen. Herausgegeben von Max Geisberg. Verlag für Kunstwissenschaft, Berlin 1914.
- Johann Christoph Rincklake.  Borgmeyer & Co., Münster 1914
- Potsdam. Schlösser und Gärten. Deutscher Kunstverlag, Berlin 1926.